# کانادا در المپیک تابستانی ۱۹۸۸
کانادا در بازی‌های المپیک تابستانی ۱۹۸۸ که در شهر سئول برگزار شد، کاروان کانادا با ۳۲۸ ورزشکار در این رقابت‌ها شرکت کرد و موفق به کسب ۱۰ مدال (۳ طلا، ۲ نقره، ۵ برنز) شد. در جدول رتبه‌بندی توزیع مدال‌ها، کانادا در ردهٔ ۱۹ مسابقات قرار گرفت.